# Pomacea eximia
Pomacea eximia е вид коремоного от семейство Ampullariidae.

## Разпространение
Видът е разпространен във Венецуела.